# Görsbach
Görsbach è un comune di  1 012 abitanti della Turingia, in Germania.
Appartiene al circondario (Landkreis) di Nordhausen (targa NDH) ed è parte del territorio detto Goldene Aue.